# تپه کاشی کانه
تپه کاشی کانه مربوط به دوران‌های تاریخی پس از اسلام است و در شهرستان آوج، بخش آبگرم واقع شده و این اثر در تاریخ ۱۹ اسفند ۱۳۸۰ با شمارهٔ ثبت ۴۹۹۱ به‌عنوان یکی از آثار ملی ایران به ثبت رسیده است.